# Queens (cocktail)
Pour les articles homonymes, voir Queens et Queen's.
Un Queens ou Queens cocktail ou Queen's cocktail est un cocktail à base de gin, vermouth rouge et blanc, jus d'ananas, et jus de citron. Variante des martini (cocktail), Bronx (cocktail), Queen's Dubonnet, ou Miami Beach (cocktail)..., il est baptisé du nom du Queens, un des 5 arrondissements de New York aux États-Unis.

## Histoire
Ce cocktail est publié en 1930, sous le nom de « Queen's cocktail » (cocktail de la reine, en anglais) en même temps que deux variantes Queen Elizabeth (cocktail), dans le guide du cocktail The Savoy Cocktail Book (page 130) d'Harry Craddock (célèbre barman de l'Hôtel Savoy de Londres). 

Les cinq arrondissements de New York : Manhattan, Brooklyn, Queens, Bronx, et Staten Island (liste des cocktails nommés d'après les arrondissements de New York).

Il est une des cinq variantes de cocktails nommés du nom des cinq arrondissements de New York (Manhattan, Brooklyn, Queens, Bronx, et Staten Island, liste des cocktails nommés d'après les arrondissements de New York) avec :
- Manhattan (cocktail), whisky, vermouth, amer
- Bronx (cocktail), gin, vermouth rouge et blanc, jus d'orange
- Brooklyn (cocktail), whisky, vermouth rouge et blanc, marasquin, Picon
- Staten Island Ferry (cocktail), Malibu (rhum à la noix de coco), jus d'ananas

Les New York Sour ou Long Island iced tea sont entre autres également baptisés du nom de la ville de New York.
Ce cocktail est une variante du Queen's Dubonnet, ou Dubonnet (cocktail) de New York,,, (1/3 gin, 2/3 vermouth Dubonnet, un trait de jus de citron ou d'Angostura),, cocktail favoris de la reine Élisabeth II du Royaume-Uni, hérité de sa mère Queen Mum Elizabeth Bowes-Lyon, et variante des cocktails Queen's (cocktail), Queen Elizabeth (cocktail), ou martini (cocktail), célèbre cocktail favoris du célèbre sujet britannique de la reine James Bond 007...

## Ingrédients et recette
- 6 mesures de gin
- 3 mesures de vermouth rouge
- 3 mesures de vermouth blanc sec
- 4 mesures de jus d'ananas
- glaçons

Mélanger dans un shaker gin, vermouth rouge et blanc, jus d'ananas, jus de citron, et glaçons. Verser en filtrant le mélange dans un verre à cocktail glacé. Servir éventuellement avec un zeste de citron,,.